# Bob Shirlaw
Robert Alan "Bob" Shirlaw (født 9. april 1943 i Sydney) er en australsk tidligere roer.
Shirlaw deltog første gang ved OL i 1964 i Tokyo, hvor han sammen med Roger Ninham blev nummer ni i toer uden styrmand.
Ved OL 1968 i Mexico City var han med i den australske otter. Australierne fik sølv efter en finale, hvor Vesttyskland sikrede sig guldmedaljerne, mens Sovjetunionen vandt bronze. Den øvrige besætning i den australske båd var Alf Duval, Joe Fazio, Peter Dickson, John Ranch, Michael Morgan, David Douglas, Gary Pearce og styrmand Alan Grover.

## OL-medaljer
- 1968:  Sølv i otter